# حديقة شونيي المائية الأولمبية

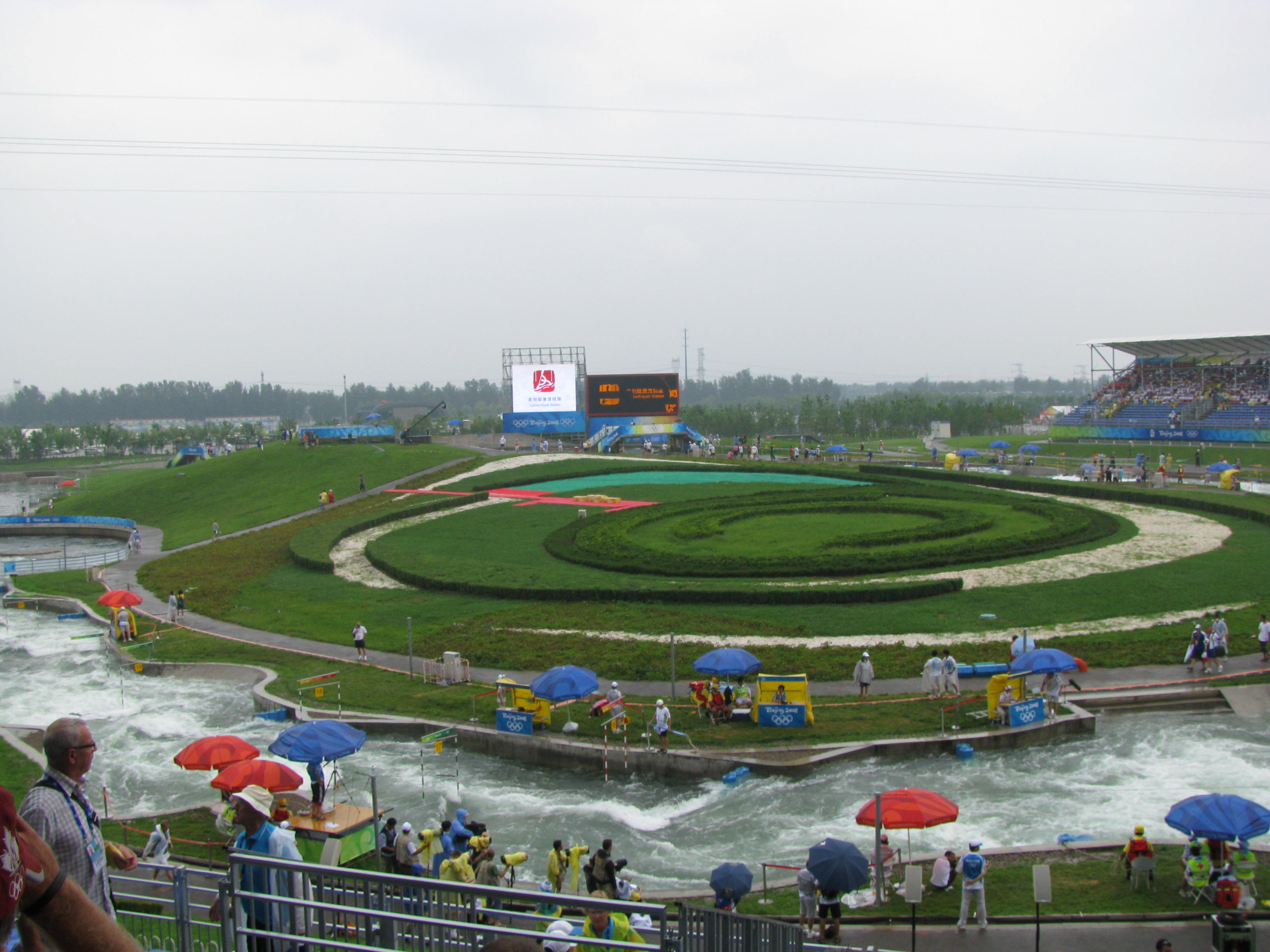

 حديقة شونيى المائية الأوليمبية في بكين بالقرب من نهر تشاوبي, أنشأت خصيصا لأجل أولمبياد بكين 2008 وتقام بالحديقة ألعاب التجديف والكياك والكانوي والسلالوم والسباحة وتبلغ مساحته الإجمالية 31850 متر مربع، وتحتوي الحديقة 1200 مقعد ثابت و 25800 مقعد مؤقت بدأ الإنشاء فيها 2005 وانتهت الأعمال في 2007.